# Visible Noise
Pour les articles homonymes, voir Noise (homonymie).
Visible Noise est un label indépendant britannique.

## Histoire
Le label a été créé en 1998 par l'ancien manager Julie Weir de Cacophonous Records.

## Artistes
- Brides
- Bring Me the Horizon
- The Dead Formats
- The Odessa Trail
- Me vs Hero
- Outcry Collective
- The Plight
- Your Demise

## Anciens artistes
- Bullet for My Valentine
- Burn Down Rome
- Cry For Silence
- Days of Worth
- Devil Sold His Soul
- Fireapple Red
- Kilkus
- Kill II This
- Labrat
- The Legacy
- Lostprophets
- Miss Conduct
- Number One Son
- Opiate
- Primary Slave
- The Stupids